# Lonchogenys
Lonchogenys is een monotypisch geslacht van straalvinnige vissen uit de familie van de Characidae (Karperzalmen).

## Soort
- Lonchogenys ilisha Myers, 1927